# Trick or Treat (gruppo musicale)
I Trick or Treat sono un gruppo musicale power metal italiano originario di Modena, formatosi nel 2002.

## Storia del gruppo
Nati nel 2002 da un'idea di Luca Cabri, chitarrista solista e compositore, i Trick or Treat cominciano la loro carriera come tributo agli Helloween, gruppo da cui prendono grande ispirazione e da cui ereditano la vena scherzosa ed umoristica dell'era dei due Keeper of the Seven Keys.
Forti di un secondo chitarrista solista (Guido Benedetti), Leone Villani Conti al basso, Nicola Tomei alla batteria e Alessandro Conti alla voce, dopo 2 anni di attività live molto intensa registrano Like Donald Duck, un demo di 4 tracce originali che riscuote parecchio interesse nell'ambiente metal e li porta a firmare per Valery Records, già etichetta di Pino Scotto, Myland ed Elektradrive.
Nell'autunno del 2006 vede la luce il primo full-length Evil Needs Candy Too, presentato con un mini tour in Germania e proposto durante oltre 100 date dal vivo in Italia ed Europa. Nel frattempo, all'inizio del 2006 Tomei lascia il posto dietro alle pelli a Mirko Virdis, che rimarrà nel gruppo fino a giugno 2011.
Durante l'estate 2007 la band realizza una serie di concerti in California, dove ottiene un buon successo tra il pubblico statunitense.
Nel 2008 i Trick or Treat tornano in studio per registrare il loro secondo album, Tin Soldiers, in cui partecipano su 2 brani la voce storica degli Helloween, Michael Kiske, e su un brano l'ex voce dei Vision Divine, Michele Luppi, che riceve buone recensioni da parte della critica, tra cui la testata nipponica Burrn!.
In un'intervista al suo fan-club Kiske ha commentato la sua partecipazione all'album.
(Michael Kiske)
Ad un mese dall'uscita in Giappone tramite King Records (Journey, Toto…), Tin Soldiers ha raggiunto il 29º posto in classifica, posizionandosi quindi fra i “big acts” della musica internazionale.
Nel corso del 2010 annunciano che è in lavorazione il terzo album, un concept album.
Nel dicembre 2010 la band parte per il tour europeo "7 Sinners Tour" con Stratovarius ed Helloween.
Dopo vari annunci riguardanti il titolo, la tracklist e gli ospiti che hanno partecipato, il 26 novembre 2012 esce il terzo album, intitolato Rabbits' Hill pt. 1. Si tratta di un concept album basato sul libro "Watership Down" di Richard Adams e si snoda su 12 tracce. Gli artisti ospiti sono: Andre Matos (ex Angra), Fabio Dessi degli Arthemis, Damnagoras degli Elvenking e Sonia Piacentini; inoltre, una particolare collaborazione con i Folkstone.
Nel Novembre 2014 lascia il gruppo uno dei membri fondatori della band, Luca Cabri; al suo posto arriva Luca Venturelli, "grande amico sin dai primi passi della band" come dichiarato al momento dell'annuncio ufficiale.
Ultimate le tracce col nuovo chitarrista, tra Aprile e Luglio 2015 si svolge la fase di registrazione in studio del nuovo album, Rabbits' Hill pt. 2.
Ad ottobre 2017 viene lanciata una raccolta fondi tramite Musicraiser per finanziare un album di cover di sigle di cartoni animati, prevalentemente in italiano. Viene annunciato che l'album si intitolerà "Re-Animated" ed uscirà il 9 febbraio 2018.
Ad aprile 2020 il gruppo pubblica il loro sesto lavoro, The Legend Of The XII Saints: un concept album interamente dedicato alla celebre serie animata giapponese Saint Seiya, nota in Italia come I Cavalieri Dello Zodiaco. A pochi giorni dall'uscita, le 14 tracce di cui si compone l'album vengono rese disponibili sulla piattaforma YouTube all'interno del canale ufficiale della band.

## Formazione

### Formazione attuale
- Alessandro Conti - voce (2002 - oggi)
- Guido Benedetti - chitarra (2002 - oggi)
- Leone Villani Conti - basso (2002 - oggi)
- Luca Venturelli - chitarra (2014 - oggi)
- Dario Capacci - batteria (2023 - oggi)

### Ex componenti
- Luca Cabri - chitarra (2002 - 2014)
- Nicola Tomei - batteria (2002 - 2006)
- Mirko Virdis - batteria (2006 - 2011)
- Luca Setti - batteria (2011 - 2023)

## Discografia

### Album in studio
- 2006 - Evil Needs Candy Too
- 2009 - Tin Soldiers
- 2012 - Rabbits' Hill pt. 1
- 2016 - Rabbits' Hill pt. 2
- 2018 - Re-Animated
- 2020 - The Legend Of The XII Saints
- 2021 - The Unlocked Songs
- 2022 - Creepy Symphonies
- 2025 - Ghosted

### Demo
- 2004 - Like Donald Duck